# Ґріммів закон

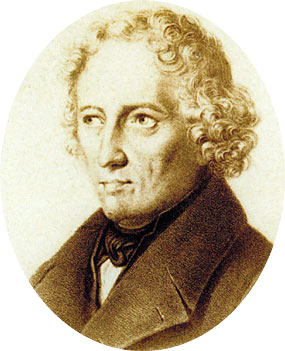
Якоб Ґрімм

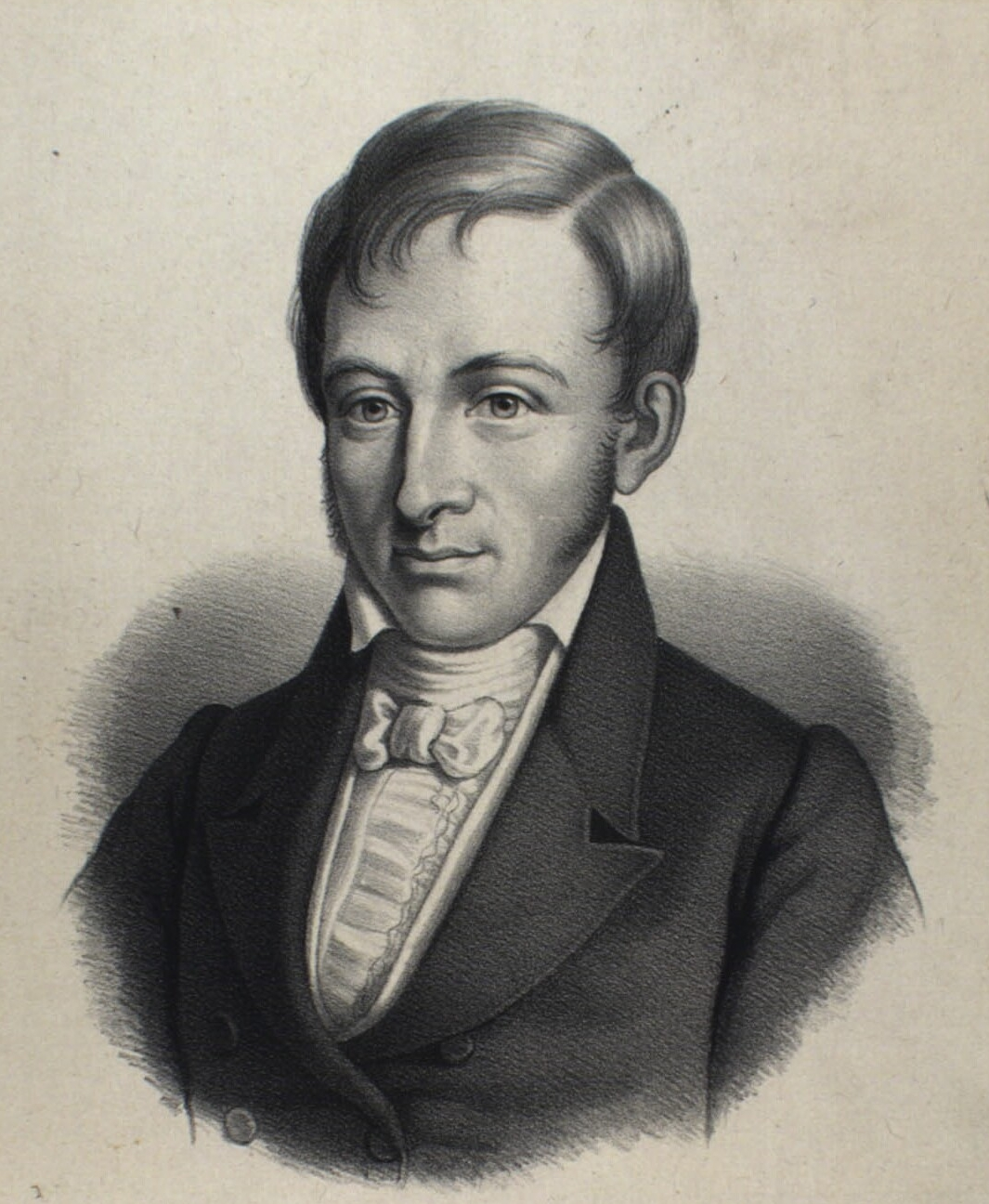
Расмус Раск

Ґрі́ммів зако́н (також «зако́н Ра́ска — Ґрі́мма», «пе́рший пересу́в при́голосних», «Ра́скове пра́вило») — фонетичний закон у прагерманській мові, що полягав у зміні прагерманських змичних приголосних. Явище пересуву 1814, можливо, 1818 року відкрив Расмус Раск, а 1822 року Я. Ґрімм, виправивши Расмусові помилки, у книзі «Німецька граматика» (нім. Deutsche Grammatik) довів систему переходу до досконалості, додавши нових змін. Перший пересув приголосних відбувся між V і ІІ століттям до н. е. і зачепив усі приголосні, окрім лише [s].
|                   | Праіндоєвропейська мова | Праіндоєвропейська мова | Праіндоєвропейська мова | Праіндоєвропейська мова | Ґріммів закон | Прагерманська | Прагерманська | Прагерманська | Прагерманська |                               |
| Губні             | Зубні                   | Велярні                 | Лабіовелярні            | Губні                   | Ґріммів закон | Зубні         | Велярні       | Лабіовелярні  |               |                               |
| ----------------- | ----------------------- | ----------------------- | ----------------------- | ----------------------- | ------------- | ------------- | ------------- | ------------- | ------------- | ----------------------------- |
| Глухі проривні    | p                       | t                       | k                       | kʷ                      | →             | f             | þ             | x (h)         | xʷ (hʷ)       | Глухі фрикативні              |
| Дзвінкі проривні  | b                       | d                       | g                       | gʷ                      | →             | p             | t             | k             | kʷ            | Глухі проривні                |
| Дзвінкі придихові | bʰ                      | dʰ                      | gʰ                      | gʷʰ                     | →             | β [b]         | ð [d]         | ɣ [g]         | ɣʷ [gʷ]       | Дзвінкі фрикативні (проривні) |

## Суть
Суть пересуву змичних можна представити так:
- індоєвропейським дзвінким змичним придиховим відповідають германські дзвінкі фрикативні:
  - пра-і.є. *bʰ > прагерм. *β > *b;
  - пра-і.є. *dʰ > прагерм. *ð > *d;
  - пра-і.є. *gʰ > прагерм. *ɣ > *g;
  - пра-і.є. *gʰʷ > прагерм. *ɣʷ > *gʷ.
- індоєвропейським дзвінким змичним відповідають германські глухі змичні:
  - пра-і.є. *b > прагерм. *p;
  - пра-і.є. *d > прагерм. *t;
  - пра-і.є. *g > прагерм. *k;
  - пра-і.є. *gʷ > прагерм. *kʷ.
- індоєвропейським глухим змичним відповідають германські глухі фрикативні:
  - пра-і.є. *p > прагерм. *f;
  - пра-і.є. *t > прагерм. *þ;
  - пра-і.є. *k > прагерм. *h;
  - пра-і.є. *kʷ > прагерм. *hʷ.

### Приклади звукових змін
Нижче наведено приклади Ґріммового закону на початку слів:
- пра-і.є. *bʰ > прагерм. *β > *b:
  - пра-і.є. *bʰrāter «брат» > лат. frāter, але англ. brother;
  - пра-і.є. bʰibʰru- «бобер» > лат. fiber, але англ. beaver;
  - пра-і.є. *bʰlē «дути» > лат. flāre, але англ. blow;
  - пра-і.є. *bʰreg- «ламати» > лат. fra(n)go, але англ. break;
  - пра-і.є. *bʰudʰ- «низ» > лат. fundus, але англ. bоttom;
  - пра-і.є. *bʰāgo-  «бук» > лат. fāgus, але англ. beеch;
  - пра-і.є. *bʰag- «смажити, пекти» > грец. phōgein, але англ. bake.
- пра-і.є. *dʰ > прагерм. *ð > *d:
  - пра-і.є. dʰeigʰ «тісто, ліпити» > лат. fi(n)gere, але англ. dough;
  - пра-і.є. dʰwer- «двері» > лат. foris, але англ. door;
  - пра-і.є. dʰē- «робити, виконувати» > грец. thē-, але англ. do;
  - пра-і.є. dʰugʰətēr «дочка» > грец. thugatēr, але англ. daughter.
- пра-і.є. *gʰ > прагерм. *ɣ > *g:
  - пра-і.є. gʰordʰo-  «двір» > лат. hortus, але давн-англ. geard;
  - пра-і.є. gʰosti- «гість» > лат. hostis, але англ. guest;
  - пра-і.є. gʰomon- > лат. homo, але англ. gome (заст.);
  - пра-і.є. gʰol- «жовч» > грец. chole, але англ. gall;
  - пра-і.є. gʰed- «брати» > лат. (pre)he(n)dere, але англ. get;
  - пра-і.є. gʰaido- «коза» > лат. haedus, але англ. gоat.
- пра-і.є. *b > прагерм. *p:
  - пра-і.є. abel- «яблуко» > укр. яблуко, але англ. аpple.
- пра-і.є. *d > прагерм. *t:
  - пра-і.є. dwō «два» > лат. duo, ісп. dos, укр. два, але англ. two;
  - пра-і.є. dent- «зуб» > лат. dentis, але англ. tooth.
- пра-і.є. *g > прагерм. *k:
  - пра-і.є. genu «коліно» > лат. genu, але англ. knee;
  - пра-і.є. аgro- «поле» > лат. ager, але англ. аcre.
- пра-і.є. *p > прагерм. *f:
  - пра-і.є. *pisk «риба» > лат. pisces, ісп. pesco, італ. pesce, але (давн-англ. fisc >) англ. fish;
  - пра-і.є. *peter «батько» > лат. pater, ісп. padre, фр. père, скр. pitar IAST, але англ. father;
  - пра-і.є. *pel «шкіра» > лат. pellis, але англ. felt;
  - пра-і.є. *pur- «вогонь» > грец. pyr-, але англ. fire;
  - пра-і.є. *portu- «прохід» > лат. portus, але англ. ford;
  - пра-і.є. *pulo- «птаха» > лат. pullus, але англ. fowl;
  - пра-і.є. *ped- «нога, ступня» > лат. pes / ped(em), ісп. pie, фр. pied, грец. pod-, pos-, але англ. foot.
- пра-і.є. *t > прагерм. *þ:
  - пра-і.є. *treyes «три» > ісп. tres, фр. trois, грец. trios, укр. три, скр. trayas IAST, але англ. three;
  - пра-і.є. *ters- «спрага, сухий» > лат. torrere, але англ. thirst;
  - пра-і.є. *tonuh- «шумний» > лат. tonare, але англ. thunder;
  - пра-і.є. *tu «ти» > лат. tu, ісп. tu, фр. tu, укр. ти, але давн-англ. thou;
  - пра-і.є. *tum- «товстий, жирний» > лат. tumere, але англ. thumb;
- пра-і.є. *k > прагерм. *h:
  - пра-і.є. *korn- «ріг» > лат. cornu, але англ. horn;
  - пра-і.є. *kap- «мати, хватати» > лат. capere, але англ. have, heave;
  - пра-і.є. *kerd- «серце» > лат. cor, cordis, ісп. corazón, фр. cœur,, укр. серце, але англ. heart;
  - пра-і.є. *ker- «звір, олень» > лат. cervus, але англ. hart;
  - пра-і.є. *kel- «покривати» > лат. celare, але англ. hall, hell;
  - пра-і.є. *kemtom «тисяча» > лат. centum, ісп. ciento, фр. cien, скр. satem IAST, але англ. hundred.
- пра-і.є. *kʷ > прагерм. *hʷ:
  - пра-і.є. *kʷod «що» > лат. quod, але (давн-англ. hwaet >) англ. what.

#### Винятки
Винятки з Ґріммового закону становлять такі випадки:
- індоєвропейські глухі проривні не перетворюються на щілинні, якщо їм передує щілинний [s]:
  - пра-і.є. *st > прагерм. *st, наприклад: лат. est, гот. ist;
  - пра-і.є. *sp > прагерм. *sp, наприклад: лат. spuere, гот. speiwan;
  - пра-і.є. *sk > прагерм. *sk, наприклад: лат. scindere, гот. skaidan.
- у сполуці двох проривних перший стає щілинним, а другий — ні:
  - пра-і.є. *pt > прагерм. *ft, наприклад: лат. captus, гот. hafts;
  - пра-і.є. *kt > прагерм. *ht, наприклад: лат. octo, гот. autau.

## Хронологія
Перший пересув приголосних відбувся між V і ІІ століттям до н. е. і зачепив усі приголосні, окрім лише [s].
Дія закону мала місце до германської акцентуаційної зміни, тобто до того, як наголос було зафіксовано на початку всіх слів.

## Причини пересуву

### Психологічна теорія
Я. Ґрімм пов'язував пересув приголосних зі схильністю германців до зміни місця проживання, тобто з їхньою етнопсихологією. Він убачав у переході дзвінких («слабких») звуків у глухі («сильні») прояв сміливості та гордості давніх германців. Звичайно, що таку гіпотезу прийнято вважати «наївною», «антинауковою», подекуди навіть «шовіністичною».